# Чайка, Виктория Владимировна
Виктория Владимировна Чайка (род. 26 декабря 1980 года) — белорусская спортсменка-стрелок, чемпионка Европы, призёр чемпионатов мира, и Европейских игр. Участница 6 подряд Олимпийских игр (2000—2020).

## Биография
Родилась в 1980 году в Марганце (Украинская ССР, СССР). В 1998 году завоевала золотую и две серебряные медали чемпионата мира среди юниоров. В 2000 году приняла участие в Олимпийских играх в Сиднее, где стала 11-й в стрельбе из пневматического пистолета с 10 м. В 2002 году стала серебряной призёркой чемпионата мира. В 2004 году приняла участие в Олимпийских играх в Афинах, но заняла лишь 16-е место в стрельбе из пневматического пистолета с 10 м, и 32-е — в стрельбе из пистолета с 25 м. В 2006 году завоевала серебряную и бронзовую медали чемпионата мира. В 2008 году стала чемпионкой Европы, а на Олимпийских играх в Пекине заняла 4-е место в стрельбе из пневматического пистолета с 10 м, и 13-е место в стрельбе из пистолета с 25 м. В 2010 году стала бронзовой призёркой чемпионата мира. В 2012 году приняла участие в Олимпийских играх в Лондоне, где заняла 5-е место в стрельбе из пневматического пистолета с 10 м, и 25-е место в стрельбе из пистолета с 25 м. В 2015 году завоевала бронзовую медаль Европейских игр.